# Gaerea
Gaerea [ˈɡɛːɾiɐ] ist eine portugiesische Post-Black-Metal-Band.

## Bandgeschichte
Gaerea wurde 2016 in Porto gegründet. Im gleichen Jahr erschien ihre erste, selbstbetitelte EP über das Label Everlasting Spew Records. 2018 folgte das Debütalbum Unsettling Whispers über das indische Independent-Label Transcending Obscurity Records.
Anschließend kam die Band zum französischen Label Season of Mist. Dort erschien 2020 ihr Zweitwerk Limbo sowie 2022 das dritte Album Mirage. Alle Alben wurden vom portugiesischen Produzenten Miguel Tereso von Demigod Recordings produziert.
2023 spielte die Band eine Europa-Tour. Unter anderem war sie auf dem Full Force, dem Bloodstock Open Air, dem Summer Breeze und dem Wolfzeit Festival zu sehen.
Auf ihrem vierten Album Coma, das wiederum von Miguel Tereso produziert wurde und im Oktober 2024 erschien, erweiterte Gaerea das stilistische Spektrum unter anderem um Passagen mit Klargesang, ohne jedoch das Genre Black Metal zu verlassen.

## Musikstil
Gaerea spielen Post-Black-Metal mit Einflüssen aus dem Depressive Black Metal, der sich vor allem in den langgezogenen Schreien und einigen eher schleppenden Riffs zeigt. Dabei setzt die Band jedoch auf Tempovariation und Abwechslungsreichtum und nimmt auch Einflüsse anderer Black-Metal-Subgenres, wie dem Melodic Black Metal auf. Auch orchestrale und chorale Arrangements sind vorhanden. Ihren Stil bezeichnet die Band als „Cathartic Black Metal“.
Textlich widmet sich die Band weniger den typischen Black-Metal-Themen, wie dem Kampf gegen das Christentum oder Satanismus, auch wenn dies durchaus auf den ersten Alben noch zu finden ist. Stattdessen geht es um gesellschaftliche Themen wie Depression und Selbstmord, aber auch positivere Themen wie Befreiung und Glück.
Die Band verwendet nicht das genre-übliche Corpsepaint, sondern trägt Masken mit verschnörkelten Symbolen.

## Diskografie

### Alben
- 2018: Unsettling Whispers (Transcending Obscurity Records)
- 2020: Limbo (Season of Mist)
- 2022: Mirage (Season of Mist)
- 2024: Coma (Season of Mist)

### EPs
- 2016: Gaerea (Everlasting Spew Records)

### Singles
- 2022: Salve
- 2022: Mantle
- 2022: Mirage
- 2024: World Ablaze